# Абдул Салам Сабра
Абдул Салам Сабра (араб. عبد السلام صبره; 1912-2012) — єменський державний і політичний діяч, тричі тимчасово виконував обов'язки прем'єр-міністра Єменської Арабської Республіки.